# Serie A 1899-1900
La Serie A 1899-1900 è stata la 3ª edizione della massima divisione del campionato svizzero di calcio e vide la vittoria finale del Grasshoppers.

## Stagione

### Novità
Al torneo, ad eccezione del Neuchâtel, vi parteciparono soltanto club provenienti dalla Svizzera tedesca. Questo perché le squadre romande disputarono un proprio campionato a parte, la Ligue Romande de Football. Un esempio ne fu il Losanna, dato che l'organizzazione, avendo un occhio di riguardo nei confronti dei giocatori inglesi, non fece disputare partite di domenica (come successo nella passata stagione in occasione della partita contro l'Old Boys, episodio che costò la squalifica ai romandi).

### Formula
Le sette squadre partecipanti vennero suddivise in due gironi geografici e si affrontarono per la prima volta in un girone all'italiana. Le squadre vincitrici del rispettivo girone si qualificarono successivamente per la finale per contendersi il titolo.

## Squadre partecipanti
| Club             | Città     |
| ---------------- | --------- |
| Anglo-American   | Zurigo    |
| Berna            | Berna     |
| Grasshoppers     | Zurigo    |
| Neuchâtel        | Neuchâtel |
| Old Boys Basilea | Basilea   |
| San Gallo        | San Gallo |
| Zurigo           | Zurigo    |

## Torneo

### Girone Est

#### Classifica finale
|  | Pos. | Squadra          | Pt | G | V | N | P | GF | GS | DR  |
|  | ---- | ---------------- | -- | - | - | - | - | -- | -- | --- |
|  | 1.   | Grasshoppers     | 16 | 8 | 8 | 0 | 0 | 32 | 9  | +23 |
|  | 2.   | Zurigo           | 9  | 8 | 4 | 1 | 3 | 16 | 10 | +6  |
|  | 3.   | Anglo-American   | 6  | 8 | 3 | 0 | 5 | 9  | 21 | -12 |
|  | 4.   | Old Boys Basilea | 5  | 8 | 2 | 1 | 5 | 12 | 19 | -7  |
|  | 5.   | San Gallo        | 4  | 8 | 2 | 0 | 6 | 9  | 19 | -10 |

Legenda:
      Qualificato alla finale.
Note:
Due punti a vittoria, uno a pareggio, zero a sconfitta.

### Girone Ovest

#### Classifica finale
|  | Pos. | Squadra   | Pt | G | V | N | P | GF | GS | DR |
|  | ---- | --------- | -- | - | - | - | - | -- | -- | -- |
|  | 1.   | Berna     | 4  | 2 | 2 | 0 | 0 | 5  | 2  | +3 |
|  | 2.   | Neuchâtel | 0  | 2 | 0 | 0 | 2 | 2  | 5  | -3 |

Legenda:
      Qualificato alla finale.
Note:
Due punti a vittoria, uno a pareggio, zero a sconfitta.

### Finale
| Aarau 18 marzo 1900 | Grasshoppers | 2 – 0 | Berna |  |

## Verdetto finale
- Grasshoppers campione di Svizzera 1899-1900.